# 明川郡
座標: 北緯41度4分9秒 東経129度25分55秒 / 北緯41.06917度 東経129.43194度
明川郡（ミョンチョンぐん）は、朝鮮民主主義人民共和国咸鏡北道南部にある郡。面積は推定520km2、人口は推定67,262人（1991年）。景勝地・七宝山を擁し、温泉も多い。

## 地理
咸鏡北道南部に位置する。東は日本海に面しており、海岸線の延長は45km。

### 地勢
郡域の大部分は山地が占め、郡西部に吉州明川地溝帯が走っている。鉄道や主要道路、邑所在地（明川邑）の市街はこの地溝帯に位置している。
郡の中央部から東部は、七宝山（チルボサン/七寶山/칠보산）と総称される火山性の山地で、景勝地として知られている。郡の最高峰である上鷹峰（サンメボン/상매봉、1103m）や、下鷹峰（ハメボン/하매봉、1047m）は、七宝山地に含まれる。このほか西北部（明川邑北方）の在徳山（チェドクサン/재덕산、829m）など、郡内には多くの山がそびえている。七宝山地は日本海岸まで続いており、海岸部は岩石海岸となっている。
西部の吉州明川地溝帯には、花台川（ファデチョン/화대천）が南に流れている。花台川には板嶺（パルリョン/판령）貯水池が設けられ、灌漑用水として利用されている。このほか、七宝山地に源を発して日本海に注ぐ宝村川（ポチョンチョン/보촌천）・浦下川（ポハチョン/포화천）などの小河川がある。

### 土壌・植生
基盤岩は、七宝山一体は流紋岩・凝灰集塊岩・砂岩・凝灰岩、吉州明川地溝帯は頁岩・砂岩・礫岩などである。土壌は褐色森林土が大部分を占めており、一部地域に沖積土がみられる。山林が郡面積の80％を占めており、主要な植生はアカマツ・グイマツ・ナラである。

### 気候
道内の他地域に比較して温和な気候であるが、冬季の雪は多い。年平均気温は7～8度内外。1月の平均気温は-7.6度内外、8月の平均気温は21.5度内外。年平均降水量は700mm程度である。

## 歴史
現在の明川郡は、1952年に北朝鮮によって再編された行政区画である。歴史的な明川郡（明川県・明川府）は、おおむね現在の明川郡・明澗郡・花台郡をあわせた範囲を管轄した。また、歴史的な明川郡の中心地（邑城）は現在の明澗郡に含まれるため、注意が必要である。

### 近代以前
古代には沃沮や高句麗、渤海などの勢力下に置かれていた。
渤海滅亡後、女真の勢力圏となったが、1107年に高麗の尹瓘が北方遠征を行い、高麗の支配下に置いて明原駅と呼んだ。その後2年ほどで女真が奪回している。1234年に女真の王朝である金が滅亡すると、元の支配下に入った。元朝末期の1356年、高麗の恭愍王は北進政策を進めてこの地域を元から奪取し、吉州万戸府に属させた。
朝鮮王朝成立後の1398年に行われた地方行政区域の画定により、この地は東北面（のちの咸鏡道）の吉州牧に属した。1461年、李施愛の乱後の処理で、反乱の発端となった吉州牧は吉城県に降格された。この際、明原駅を含む永平嶺以北の地域が切り離されて明川県が新設された。1512年に吉城県が吉州牧として復帰した際、明川県はその隷下に復したが、翌1513年に明川県が再設置された。1517年に、邑城が建設されている（現・明澗郡下雩里）。1605年には明川府に昇格した。

### 近代
1895年に行われた地方行政区画の改編により明川郡となり、鏡城府に属した（二十三府制）。翌1896年、咸鏡北道所属となった（十三道制）。1896年には8面からなっていたが、1914年に鏡城郡から2面（東面・西面）を編入しており、10面となった。郡庁ははじめ下雩面邑内洞（現・化成郡下雩里）に置かれ、1936年に上雩北面龍蟠洞（現・化成郡龍蟠労働者区）に移転した。
1945年8月時点で、明川郡には10面・126里が属していた。
| - 下雩面 － 하우면【下雩面】 （ハウ=ミョン） - 阿間面 － 아간면【阿間面】 （アガン=ミョン） - 上加面 － 상가면【上加面】 （サンガ=ミョン） - 下加面 － 하가면【下加面】 （ハガ=ミョン） - 上古面 － 상고면【上古面】 （サンゴ=ミョン） | - 下古面 － 하고면【下古面】 （ハゴ=ミョン） - 上雩北面 － 상우북면【上雩北面】 （サンウブク=ミョン） - 上雩南面 － 상우남면【上雩南面】 （サンウナム=ミョン） - 東面 － 동면【東面】 （トン=ミョン） - 西面 － 서면【西面】 （ソ=ミョン） |

### 第二次世界大戦後
1952年12月に行われた郡面里統廃合に伴い、明川郡のうち阿間面全域と上古面の一部（8里）・上加面の一部（4里）からなる明川郡が再編成された。旧明川郡のうち、南部の下古面・下加面などは花台郡に、北部の北面（上雩北面）・西面・下雩面などは永安郡（のち明澗郡）に編成されている。
この統廃合に伴い、旧明川郡の郡庁所在地が永安郡に属することとなったため、旧阿間面漁佃里（어전리）・龍岩里の一部を併合して、新しい明川郡の邑所在地（明川邑）とした。
2002年現在、1邑2労働者区13里がある。

### 年表
この節の出典
- 1461年 - 吉州牧（吉城県）が分割され、明川県が設置される。
- 1605年 - 明川府に昇格する。
- 1895年 - 鏡城府に属する明川郡となる（二十三府制）。管下には下雩社・阿間社・上加社・下加社・上古社・下古社・上雩社の7社があった。
- 1896年 - 咸鏡北道所属となる。管下に下雩面・阿間面・上加面・下加面・上古面・下古面・上雩北面・上雩南面の8面を置いた。
- 1914年4月1日 - 郡面併合により、咸鏡北道鏡城郡の一部(明澗面)が明川郡に編入。明川郡に以下の面が成立。(10面)
  - 下雩面・上雩北面・上雩南面・阿間面・上加面・下加面・上古面・下古面・東面・西面
- 1936年 - 郡庁を下雩里から龍蟠里（現・明澗郡龍蟠労働者区）に移転。
- 1945年（光復直後） (10面)
  - 上雩北面が北面に改称。
  - 上雩南面が南面に改称。
- 1952年12月 - 郡面里統廃合により、咸鏡北道明川郡阿間面および上古面・上加面の各一部地域をもって、明川郡を設置。明川郡に以下の邑・里が成立。(1邑15里)
  - 明川邑・開心里・宝村里・浦中里・古站里・龍岩里・万戸里・沙里・黄谷里・茶湖里・許儀里・楊亭里・洛東里・淵徳里・浦下里・読浦里
- 1954年10月 - 宝村里の一部が永安郡良化里の一部と合併し、黄津里が発足。(1邑16里)
- 1958年6月 (1邑1労働者区15里)
  - 龍岩里の一部が分立し、龍岩労働者区が発足。
  - 龍岩里の残部が古站里に編入。
- 1961年3月 - 開心里が宝村里に編入。(1邑1労働者区14里)
- 1990年9月 - 許儀里が馬山里に改称。(1邑1労働者区14里)
- 1993年12月 - 読浦里が読浦労働者区に昇格。(1邑2労働者区13里)

## 下位行政区画
1邑2労働者区13里からなる。
| - 明川邑 － 명천읍【明川邑】 （ミョンチョンウプ） - 読浦労働者区 － 독포로동자구【讀浦勞動者區】 （トッポロドンジャグ） - 龍岩労働者区 － 룡암로동자구【龍岩勞動者區】 （リョンアムノドンジャグ） - 古站里 － 고참리【古站里】 （コチャムニ） - 茶湖里 － 다호리【茶湖里】 （タホリ） - 洛東里 － 락동리【洛東里】 （ラクトンニ） - 馬山里 － 마산리【馬山里】 （マサンニ） - 万戸里 － 만호리【萬戶里】 （マノリ） | - 宝村里 － 보촌리【寶村里】 （ポチョンニ） - 沙里 － 사리【沙里】 （サリ） - 楊亭里 － 양정리【楊亭里】 （ヤンジョンニ） - 淵徳里 － 연덕리【淵德里】 （ヨンドンニ） - 浦中里 － 포중리【浦中里】 （ポジュンニ） - 浦下里 － 포하리【浦下里】 （ポハリ） - 黄谷里 － 황곡리【黃谷里】 （ファンゴンニ） - 黄津里 － 황진리【黃津里】 （ファンジンニ） |

## 社会

### 産業
明川郡の主産業は鉱業である。咸鏡南道南部炭田の中心地区であり、古站炭鉱では質の良い有煙炭（褐炭）が採掘されている。このほか、明川炭鉱・凝灰岩鉱山などがある。小規模地方工業が発達しており、とくに窓戸紙（障子紙）・陶磁器が知られる。
耕地は郡面積の11％を占め、トウモロコシ・マメ・コメが主要な農産物である。特にマメは「吉州明川豆」と呼ばれ、品質がよいことで知られている。タバコやタマネギもこの地域の特産物である。このほか、ナシ・リンゴ・アンズ・ブドウなどの果実も栽培されている。また、畜産ではウシ・ヒツジ・ブタが飼育されており、とくにヒツジは花台羊として知られる。
海岸部一帯の宝村・雩東（우동）・浦下・黄津の各地区に水産業共同組合が組織されており、ホッケ・タラ・タコなどの漁獲や、ワカメ養殖が行われている。

### 教育
郡内には明川高等中学校をはじめとする各級の学校、小規模な映画館・図書館・託児所・幼稚園などがある。

## 交通

### 鉄道
- 平羅線
  - 明川駅
- 古站炭鉱線
  - 明川駅 - 新明川駅

郡西部の地溝帯に、平壌駅と羅津駅とを結ぶ幹線・平羅線が走っている。明川駅からは支線の古站炭鉱線が出ている。

### 道路
郡西部の地溝帯に幹線道路（元山・牛岩間1級道路）が走っており、南西方向に金策市と結ばれている。明川邑からは、郡南部の洛東里を経由して花台郡へ向かう道路や、郡東部の宝村里とを結ぶ道路もある。

## 文化・観光

### 七宝山
七宝山 (ko:칠보산) は火山活動で生成した山で、山地の面積は250km2に及ぶ。「咸鏡北道の金剛山」と讃えられる景勝地であり、本家金剛山になぞらえて内七宝・外七宝・海七宝に区分される。1976年には七宝山自然保護地区として指定された。
- 内七宝： 蒼空を突き上げるようにそびえる奇妙な岩山、緑豊かな樹林の景観によって四季を通じ魅力に溢れている。ピアノの岩、開心台、金剛台などの奇岩と200年以上も育ったといわれる甘栗の木をはじめ、見どころは様々である。渤海時代の826年に建立された開心寺（ケシムサ/개심사） (ko:개심사) があり、境内にある大雄殿・応剣閣は朝鮮民主主義人民共和国の国宝（en:National Treasures of North Korea）120号に指定されている。

- 外七宝： 内七宝から海七宝下りて行く途中に展がっている景勝区域。有名な黄津温泉がある。
- 海七宝： 海面に点々と突き出ている岩や沖に浮く島、寄せてはかえす東海の波の繰り広げる景観が壮快な景勝コース。

### その他
天然記念物として指定されているものとして、開心寺のシナグリ（天然記念物26号）、宝村里の海七宝の虹岩（ムジゲバウィ/무지개바위、天然記念物313号）、露積峰（노적봉/로적봉、天然記念物316号）、楊亭里の第三紀動物化石層（天然記念物第25号）などがある。また、温泉も多く（黄津温泉、砂里温泉、多湖温泉、万戸温泉など）、観光資源にも恵まれている。

## おもな出身者
- 許憲 - 韓国の政治家、1885年明川郡生まれ